# ATP World Tour Finals 2009
El Barclays ATP World Tour Finals 2009, també anomenada Copa Masters masculina, és l'esdeveniment que tancà la temporada 2009 de tennis en categoria masculina. Es tracta de la 40a edició en individual i la 34 en dobles. Es disputa sobre pista dura i per primera ocasió es va celebrar al The O2 arena de Londres, Regne Unit.

## Notícies
- Després d'aconseguir la segona victòria en la fase Round Robin, el tennista Roger Federer es va assegurar la primera plaça en el rànquing individual ATP a final de temporada, fet que ja havia aconseguit en quatre ocasions anteriorment (2004-2007).[1]

- Els germans Bob Bryan i Mike Bryan van aconseguir el seu tercer títol en el masters de doble masculí en set participacions (2003 i 2004). Amb aquesta victòria van aconseguir els punts necessaris per reconquerir la primera posició en el rànquing de l'ATP, que estava en mans de la parella formada per Daniel Nestor i Nenad Zimonjic, i coronar-se per cinquena ocasió com a millor parella masculina.[2]

## Individuals

### Classificació
| Rq | Jugador               | Punts | Torneigs | Data de classificació  |
| -- | --------------------- | ----- | -------- | ---------------------- |
| 1  | Roger Federer         | 10150 | 18       | 5 de juliol de 2009    |
| 2  | Rafael Nadal          | 9205  | 18       | 19 de maig de 2009     |
| 3  | Novak Đoković         | 7910  | 22       | 10 de setembre de 2009 |
| 4  | Andy Murray           | 6630  | 18       | 20 d'agost de 2009     |
| 5  | Juan Martín del Potro | 5985  | 21       | 15 de setembre de 2009 |
| -  | Andy Roddick          | 4410  | 20       | 20 d'octubre de 2009   |
| 6  | Nikolai Davidenko     | 3630  | 25       | 12 de novembre de 2009 |
| 7  | Fernando Verdasco     | 3300  | 23       | 13 de novembre de 2009 |
| 8  | Robin Soderling       | 3010  | 26       | 17 de novembre de 2009 |
| S1 | Jo-Wilfried Tsonga    | 2875  | 25       | [ 11 ]                 |
| S2 | Fernando González     | 2870  | 18       |                        |

- El tennista Andy Roddick no participà en l'esdeveniment a causa d'una lesió en el genoll esquerre.

### Round Robin

#### Grup A
| Pos. | CS | Jugador               | V | D | Sets  | Jocs    |
| ---- | -- | --------------------- | - | - | ----- | ------- |
| 1    | 1  | Roger Federer         | 2 | 1 | 5 - 4 | 44 - 40 |
| 2    | 5  | Juan Martín del Potro | 2 | 1 | 5 - 4 | 45 - 43 |
| 3    | 4  | Andy Murray           | 2 | 1 | 5 - 4 | 44 - 43 |
| 4    | 7  | Fernando Verdasco     | 0 | 3 | 3 - 6 | 45 - 52 |

| Vencedor              | Perdedor              | Resultat            |
| --------------------- | --------------------- | ------------------- |
| Andy Murray           | Juan Martín del Potro | 6–3, 3–6, 6–2       |
| Roger Federer         | Fernando Verdasco     | 4–6, 7–5, 6–1       |
| Juan Martín del Potro | Fernando Verdasco     | 6–4, 3–6, 7–6(1)    |
| Roger Federer         | Andy Murray           | 3−6, 6−3, 6−1       |
| Andy Murray           | Fernando Verdasco     | 6−4, 6−7(4), 7−6(3) |
| Juan Martín del Potro | Roger Federer         | 6–2, 6–7(5), 6–3    |

#### Grup B
| Pos. | CS | Jugador           | V | D | Sets  | Jocs    |
| ---- | -- | ----------------- | - | - | ----- | ------- |
| 1    | 8  | Robin Soderling   | 2 | 1 | 5 - 2 | 40 - 32 |
| 2    | 6  | Nikolai Davidenko | 2 | 1 | 5 - 3 | 45 - 38 |
| 3    | 3  | Novak Đoković     | 2 | 1 | 4 - 3 | 36 - 37 |
| 4    | 2  | Rafael Nadal      | 0 | 3 | 0 - 6 | 24 - 38 |

| Vencedor          | Perdedor          | Resultat         |
| ----------------- | ----------------- | ---------------- |
| Robin Soderling   | Rafael Nadal      | 6–4, 6–4         |
| Novak Đoković     | Nikolai Davidenko | 3–6, 6–4, 7–5    |
| Robin Soderling   | Novak Đoković     | 7−6(5), 6−1      |
| Nikolai Davidenko | Rafael Nadal      | 6−1, 7−6(4)      |
| Novak Đoković     | Rafael Nadal      | 7−6(5), 6−3      |
| Nikolai Davidenko | Robin Soderling   | 7–6(4), 4–6, 6–3 |

### Fase Final
|  | Semifinals | Semifinals        | Semifinals            | Semifinals | Semifinals |                       |    | Final             | Final | Final | Final | Final |
|  |            |                   |                       |            |            |                       |    |                   |       |       |       |       |
|  | 1          | Roger Federer     | 2                     | 6          | 5          |                       |    |                   |       |       |       |       |
|  | 6          | Nikolai Davidenko | 6                     | 4          | 7          |                       |    |                   |       |       |       |       |
|  | 6          | Nikolai Davidenko | 6                     | 4          | 7          |                       | 6  | Nikolai Davidenko | 6     | 6     |       |       |
|  |            |                   |                       |            |            |                       | 6  | Nikolai Davidenko | 6     | 6     |       |       |
|  |            | 5                 | Juan Martín del Potro | 3          | 4          |                       |    |                   |       |       |       |       |
|  | 5          | 5                 | Juan Martín del Potro | 3          | 4          | Juan Martín del Potro | 6¹ | 6                 | 7     |       |       |       |
|  | 5          |                   |                       |            |            | Juan Martín del Potro | 6¹ | 6                 | 7     |       |       |       |
|  | 8          | Robin Soderling   | 7                     | 3          | 63         |                       |    |                   |       |       |       |       |

## Dobles

### Classificació
| Rq | Jugadors                               | Punts | Tornejos | Data de classificació  |
| -- | -------------------------------------- | ----- | -------- | ---------------------- |
| 1  | Daniel Nestor · Nenad Zimonjić         | 10510 | 24       | 5 de juliol de 2009    |
| 2  | Bob Bryan · Mike Bryan                 | 9680  | 24       | 5 de juliol de 2009    |
| 3  | Mahesh Bhupathi · Mark Knowles         | 5950  | 19       | 10 de setembre de 2009 |
| 4  | Lukas Dlouhy · Leander Paes            | 5740  | 15       | 10 de setembre de 2009 |
| 5  | František Čermák · Michal Mertiňák     | 3670  | 32       | 12 de novembre de 2009 |
| 6  | Lukasz Kubot · Oliver Marach           | 3660  | 22       | 9 de novembre de 2009  |
| 7  | Maks Mirni · Andy Ram                  | 3550  | 15       | 12 de novembre de 2009 |
| 8  | Mariusz Fyrstenberg · Marcin Matkowski | 3335  | 26       | 13 de novembre de 2009 |

### Round Robin

#### Grup Vermell
| Pos. | CS | Jugadors                | V | D | Sets  | Jocs    |
| ---- | -- | ----------------------- | - | - | ----- | ------- |
| 1    | 3  | Bhupathi / Knowles      | 2 | 1 | 4 - 3 | 32 - 28 |
| 2    | 5  | Čermák / Mertiňák       | 2 | 1 | 4 - 2 | 30 - 27 |
| 3    | 8  | Fyrstenberg / Matkowski | 1 | 2 | 3 - 4 | 30 - 30 |
| 4    | 1  | Nestor / Zimonjić       | 1 | 2 | 2 - 4 | 28 - 34 |

| Vencedors               | Perdedors               | Resultat         |
| ----------------------- | ----------------------- | ---------------- |
| Fyrstenberg / Matkowski | Nestor / Zimonjić       | 6–4, 6–4         |
| Bhupathi / Knowles      | Čermák / Mertiňák       | 6–3, 6–3         |
| Bhupathi / Knowles      | Fyrstenberg / Matkowski | 3–6, 6–3, [10–7] |
| Čermák / Mertiňák       | Nestor / Zimonjić       | 6–3, 6–4         |
| Nestor / Zimonjić       | Bhupathi / Knowles      | 6−4, 7−6(9)      |
| Čermák / Mertiňák       | Fyrstenberg / Matkowski | 6–4, 6–4         |

#### Grup Daurat
| Pos. | CS | Jugadors       | V | D | Sets  | Jocs    |
| ---- | -- | -------------- | - | - | ----- | ------- |
| 1    | 7  | Mirni / Ram    | 2 | 1 | 5 - 2 | 35 - 29 |
| 2    | 2  | Bryan / Bryan  | 2 | 1 | 4 - 2 | 32 - 26 |
| 3    | 6  | Kubot / Marach | 2 | 1 | 4 - 3 | 31 - 32 |
| 4    | 4  | Dlouhy / Paes  | 0 | 3 | 0 - 6 | 27 - 38 |

| Vencedors      | Perdedors      | Resultat          |
| -------------- | -------------- | ----------------- |
| Mirni / Ram    | Bryan / Bryan  | 6–4, 6–4          |
| Kubot / Marach | Dlouhy / Paes  | 6–4, 7–6(3)       |
| Kubot / Marach | Mirni / Ram    | 4−6, 6−4, [16−14] |
| Bryan / Bryan  | Dlouhy / Paes  | 6−3, 6−4          |
| Mirni / Ram    | Dlouhy / Paes  | 7–6(1), 6–4       |
| Bryan / Bryan  | Kubot / Marach | 6–3, 6–4          |

### Fase Final
|  | Semifinals | Semifinals                     | Semifinals            | Semifinals | Semifinals |                                    |                        | Final | Final | Final | Final | Final |
|  |            |                                |                       |            |            |                                    |                        |       |       |       |       |       |
|  | 3          | Mahesh Bhupathi · Mark Knowles | 4                     | 4          |            |                                    |                        |       |       |       |       |       |
|  | 2          | Bob Bryan · Mike Bryan         | 6                     | 6          |            |                                    |                        |       |       |       |       |       |
|  | 2          | Bob Bryan · Mike Bryan         | 6                     | 6          |            | 2                                  | Bob Bryan · Mike Bryan | 7     | 6     |       |       |       |
|  |            |                                |                       |            |            | 2                                  | Bob Bryan · Mike Bryan | 7     | 6     |       |       |       |
|  |            | 7                              | Maks Mirni · Andy Ram | 6⁵         | 3          |                                    |                        |       |       |       |       |       |
|  | 5          | 7                              | Maks Mirni · Andy Ram | 6⁵         | 3          | František Čermák · Michal Mertiňák | 4                      | 64    |       |       |       |       |
|  | 5          |                                |                       |            |            | František Čermák · Michal Mertiňák | 4                      | 64    |       |       |       |       |
|  | 7          | Maks Mirni · Andy Ram          | 6                     | 7          |            |                                    |                        |       |       |       |       |       |

## Premis
| Ronda                     | Individual (US$) | Dobles (US$) | Punts |
| ------------------------- | ---------------- | ------------ | ----- |
| Campió                    | +770.000         | +125.000     | +500  |
| Finalista                 | +380.000         | +30.000      | +400  |
| Round Robin (3 victòries) | 480.000          | 122.500      | 600   |
| Round Robin (2 victòries) | 360.000          | 100.000      | 400   |
| Round Robin (1 victòria)  | 240.000          | 87.500       | 200   |
| Round Robin (0 victòries) | 120.000          | 65.000       | 0     |
| Suplents                  | 70.000           | 25.000       | 0     |